# Ryszard Urbański
Ryszard Urbański (ur. 1948) – polski matematyk, profesor nauk matematycznych. Specjalizuje się w analizie niearchimedesowej, analizie wypukłej oraz optymalizacji. Profesor zwyczajny na Wydziale Matematyki i Informatyki Uniwersytetu im. Adama Mickiewicza w Poznaniu.

## Życiorys
Studia z matematyki ukończył na poznańskim UAM, gdzie następnie został zatrudniony i zdobywał kolejne awanse akademickie. Promotorem jego pracy doktorskiej (1976) był Julian Musielak. 
Tytuł naukowy profesora nauk matematycznych został mu nadany w 2010. Pracuje jako profesor zwyczajny w Zakładzie Optymalizacji i Sterowania WMiI UAM. 
Artykuły publikował w takich czasopismach jak m.in. "Revista Matematica Complutense", "Commentationes Mathematicae", "Studia Mathematica", "Archiv der Mathematik", "Journal of Global Optimization" oraz "Proceedings of the American Mathematical Society".